# Sobe
Sobe, o anche  Sovin, nella tradizione cristiana è madre di santa Elisabetta e sorella di sant'Anna e di Maria (o Maraha, zia di Maria, madre di Gesù).
La Bibbia rivela solo che Elisabetta era discendente di Aronne e cugina di Maria. Il nome di Sobe appare per la prima volta negli scritti dell'800 da Ippolito di Tebe, Andrea di Creta ed Epifanio il Saggio e successivamente in Niceforo Callisto Xanthopoulos e Andronico di Pannonia. Tutti raccontano essenzialmente lo stesso passo, come segue:
C'erano tre sorelle di Betlemme, figlie del sacerdote Matthan e sua moglie Maria, sotto il regno di Cleopatra e Sosipatrus, prima del regno di Erode, figlio di Antipater: la più anziana era Maria, la seconda era Sobe, la più giovane Anna. La prima sposata a Betlemme, aveva per figlia Salomè, la levatrice; anche Sobe si era sposata a Betlemme ed era la madre di Elisabetta; la terza era sposata in Galilea e ha partorito Maria, madre di Cristo.
La madre di Santa Elisabetta nella tradizione tardo cristiana è identificata con Ismeria, sorella di Sant'Anna ed entrambe figlie di Emerenzia.
Anna Katharina Emmerick identifica in Sobe la madre di Maria di Salome. Per la Beata Emmerich, Emerenzia è sorella di Ismeria, che è madre di Maria (Maraha), Sobe e Sant'Anna.